# Batkovići (Nevesinje, BiH)
Batkovići su naseljeno mjesto u općini Nevesinju, Republika Srpska, BiH.

## Stanovništvo

### 1991.
Nacionalni sastav stanovništva 1991. godine, bio je sljedeći:
ukupno: 262
- Srbi - 262
- ostali - 1